# World SF

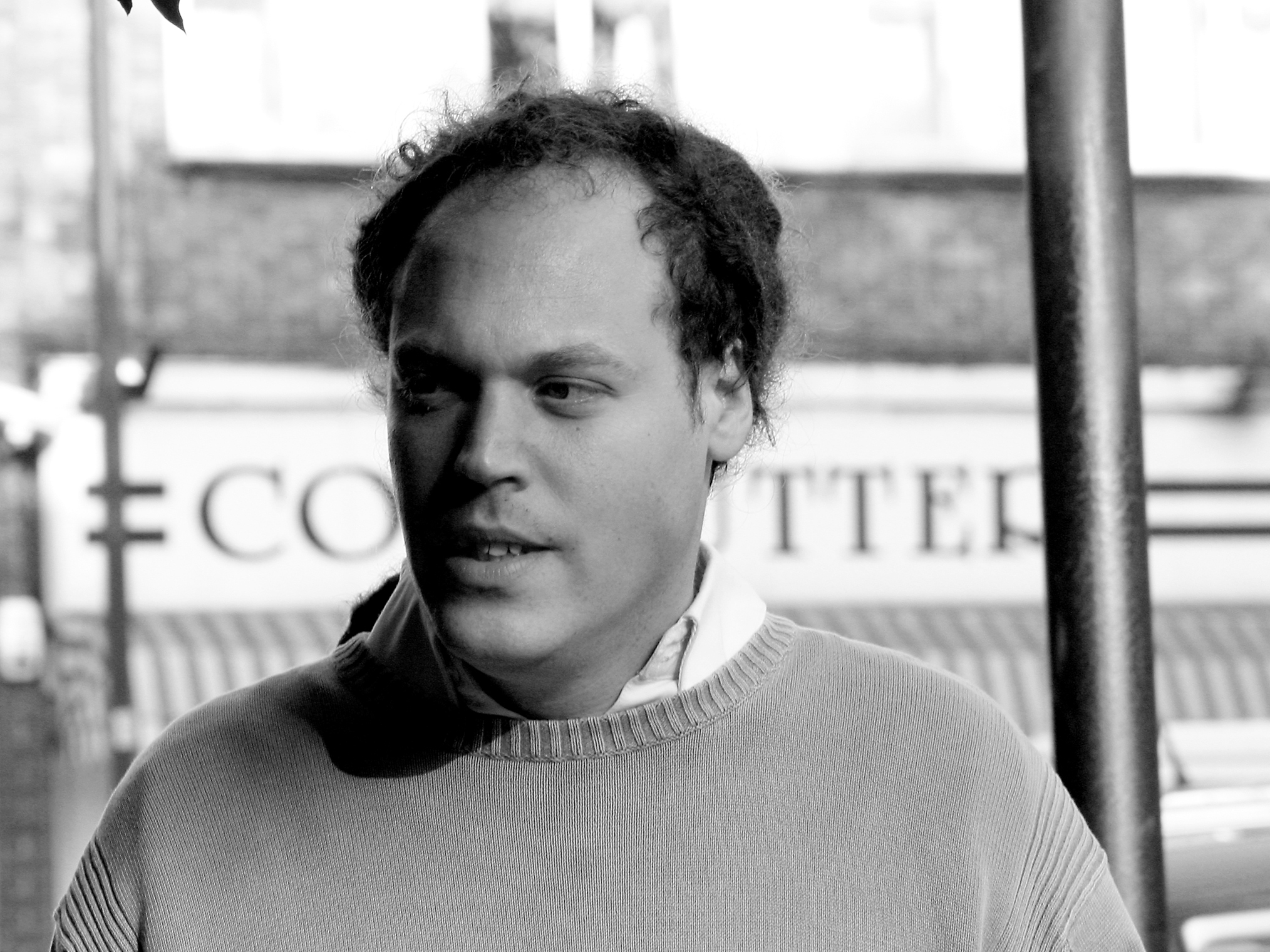
Lavie Tidhar, założyciel bloga World SF

World SF – luźny termin, określający twórczość z gatunku fantastyki, głównie ze świata nieanglojęzycznego. Pierwszy raz użyto tego określenia w 1976 roku, gdy powstało stowarzyszenie World SF, zrzeszające profesjonalnych twórców science-fiction. Zgodnie z trzecią edycją Encyclopedia of Science Fiction określenie to wróciło do obiegu po części przez autora Laviego Tidhara po utworzeniu bloga o takiej nazwie, który funkcjonował w latach 2009-2013. W początkowym okresie bloger Charles A. Tan zaangażował się w tworzenie strony, wnosząc wiele oryginalnych materiałów – w tym wywiady z autorami, recenzje i okazjonalne publikacje, w tym najistotniejszą w 2012 pod tytułem World SF: Our Possible Future. Tan był dwukrotnie nominowany do nagrody World Fantasy Award za swój własny blog, Bibliophile Stalker i redagował kilka filipińskich antologii fantastycznych.
Za pracę nad promowaniem światowej fantastyki Tidhar został nominowany do World Fantasy Award w 2011 roku, a w 2012 dostał Nagrodę BSFA w kategorii non-fiction. Polski badacz science-fiction uargumentował to, mówiąc: "Tidhar celowo użył określenia Światowe SF jako akt niezgody i niezadowolenia z tym, co uważał za stopniowe skostnienie pierwotnej organizacji".
Jednocześnie Tidhar w latach 2009-2014 redagował trzy antologie związane z World SF, serię The Apex Book of World SF. Pojawiali się w niej tacy autorzy jak: Lauren Beukes (Południowa Afryka), Zoran Živković (Serbia), Aliette de Bodard (Francja), Hannu Rajaniemi (Finlandia), Xia Jia (Chiny), Karin Tidbeck (Szwecja), Guy Hasson (Izrael), Tunku Halim (Malezja), Samit Basu (Indie), Ekaterina Sedia (Rosja)  oraz wielu innych. Seria była kontynuowana w 2015 roku, jednak tym razem głównym redaktorem został Mahvesh Murad, choć Tidhar cały czas pomagał w pracy nad nią.
Nie należy utożsamiać World SF z konwentem Worldcon, ponieważ pomimo swojej nazwy skupia się on głównie na amerykańskiej fantastyce.

## Serie wydawnicze związane z World SF

### Antologie
- The Apex Book of World SF, red. Lavie Tidhar, Apex Book Company, 2009
- The Apex Book of World SF 2, red. Lavie Tidhar, Apex Book Company, 2012
- The Apex Book of World SF 3, red. Lavie Tidhar, Apex Book Company, 2014
- The Apex Book of World SF 4, red. Mahvesh Murad, Apex Book Company, 2015
- Three Messages and A Warning: Contemporary Mexican Short Stories of the Fantastic, red.Eduardo Jiménez Mayo and Chris N. Brown, Small Beer Press, 2012
- The Future is Japanese, red. Nick Mamatas, Haikasoru, 2012

### Powieści
- Turbulence, Samit Basu, Titan Books, 2012
- The Secret History of Moscow, Ekaterina Sedia, Prime Books, 2007
- Zoo City, Lauren Beukes, Angry Robot, 2010
- Na skraju jutra (jap. All you need is kill), Hiroshi Sakurazaka, Haikasoru, 2009
- Sunburnt Faces, Shimon Adaf, PS Publishing 2013

### Zbiory opowiadań
- Jagganath, Karin Tidbeck, Cheeky Frawg, 2012